# InterNetX
Die InterNetX GmbH (kurz InterNetX genannt) ist ein deutscher Internet-Provider mit Sitz in Regensburg. Das Unternehmen wurde 1998 gegründet und gehört seit dem Jahr 2004 zu United Internet beziehungsweise deren Teilkonzern 1&1 Internet AG. InterNetX betreibt als direkter Nachfolger von Schlund+Partner das Reseller-Geschäft im Bereich Webhosting und Domains und fungiert als Anbieter im Serverhousing.

## Geschichte
InterNetX wurde 1998 als einer der ersten deutschen Webhoster von Hakan Ali (Marketing und Vertrieb) sowie Curd Bems (Entwicklung) in Regensburg gegründet. Das Unternehmen positionierte sich von Anfang an als Provider für Provider, der die Registrierung von Domains und Webhosting-Pakete als sogenannte White-Label-Lösung ermöglicht.
Im Jahr 1999 ging die erste Version der AutoDNS genannten Plattform online. Diese beinhaltet eine mandantenfähige Verwaltungsoberfläche für Domains, in der auch Kunden, Nameserver und entsprechende Berechtigungen hinterlegt werden können. Anfang des neuen Jahrtausends nahm InterNetX das erste eigene Rechenzentrum in Regensburg in Betrieb.
Im Dezember 2004 erwarb die United Internet AG einen Anteil in Höhe von 80 Prozent an InterNetX, die restlichen Anteile verblieben bei den Altgesellschaftern. Zu diesem Zeitpunkt waren bei InterNetX etwa 700.000 Domains registriert und 500 Server in Betrieb. Im Zuge der Übernahme wurde angekündigt, das gesamte Geschäft mit Resellern unter dem Dach von InterNetX einzugliedern.
Aufgrund des damit einhergehenden Wachstums hat InterNetX im November 2006 in Beteiligung mit der EMC HostCo GmbH ein weiteres Rechenzentrum in München in Betrieb genommen. Es ist unter anderem an die Backbones von 1&1, Global Access und Level3 angebunden.
Im Januar 2010 war InterNetX einem Hackerangriff ausgesetzt, bei dem durch einen Distributed Denial of Service die Nameserver des Unternehmens überlastet und außer Betrieb gesetzt wurden, obwohl sich InterNetX nach eigenen Angaben gesondert gegen solche Angriffe gewappnet hat. Das Unternehmen konnte den Angriff nur schleppend beheben, da wegen des Feiertags nicht genügend Mitarbeiter im Rechenzentrum waren. Die Attacke hatte einen Ausfall der Erreichbarkeit fast aller bei InterNetX registrierten Domains zur Folge.

## Bedeutung
Als direkter Nachfolger von Schlund+Partner agiert InterNetX heute mit gleichem Firmensitz in Regensburg für die Schlund Technologies GmbH, welche in Deutschland zu den zahlenmäßig größten Domain-Registraren gehört. 1&1 beziehungsweise United Internet haben ihre Anteile am Unternehmen mittlerweile auf 95,56 Prozent erhöht. Nach eigenen Angaben verzeichnet InterNetX derzeit über 22.000 Reseller, was das Unternehmen zum größten Wiederverkäufer in Mitteleuropa macht. Die Vergabe von Domains erfolgt zum Beispiel für zahlreiche Schwestergesellschaften der 1&1-Gruppe sowie die Host Europe Group, dem größten privaten Internet-Provider Europas. Aufgrund der hohen Marktdurchdringung des Unternehmens und seiner Reseller wurde Regensburg mehrfach als deutsche Stadt mit den meisten .de-Domains pro Kopf ermittelt.

## Auszeichnungen
- 2011: eco Internet Award in der Kategorie „Registar“[14]
- 2013: eco Internet Award in der Kategorie „Domains & DNS“[15]
- 2013: Auszeichnung mit dem „BEST OF“-Siegel der Initiative Mittelstand in der Kategorie „E-Business“ für den InterNetX „DomainShop“[16]
- 2013: Auszeichnung mit dem ersten Platz in der Kategorie „Domain Services“ auf dem HOSTING- UND SERVICE PROVIDER SUMMIT 2013[17]
- 2015: HostingCon Best Product Release „Reseller Cloud“
- 2015: Symantec EMEA Partner of the Year
- 2016: Reader’s Choice Hosting Awards – Gold
- 2017: Symantec EMEA Innovation Award
- 2017: Reader’s Choice Hosting Awards – Platin
- 2018: Reader’s Choice Hosting Awards – Silber
- 2019: Hosting & Service Provider Award (Reader’s Choice) – Platin
- 2020: DigiCert Innovation Award – EMEA

## Fakten
- 4 Mio. Domains under Management
- 8 Mio. ausgestellte TLS/SSL-, S/MIME- & Code Signing-Zertifikate
- 3.000 gehostete Server im Rechenzentrum München
- 1.000+ Top-Level-Domains
- 300 Registry-Akkreditierungen
- 120 Experten